# Panthera pardus japonensis
Il leopardo della Cina settentrionale (Panthera pardus japonensis) è una sottospecie di leopardo originaria della Cina settentrionale. Questo leopardo è così raro che non è quasi mai stato visto in natura. Questo animale vive nelle foreste e nei prati di montagna. Come per tutti i leopardi, le sue prede variano dai roditori ai cervi, alle capre selvatiche e ai cinghiali.

## Descrizione

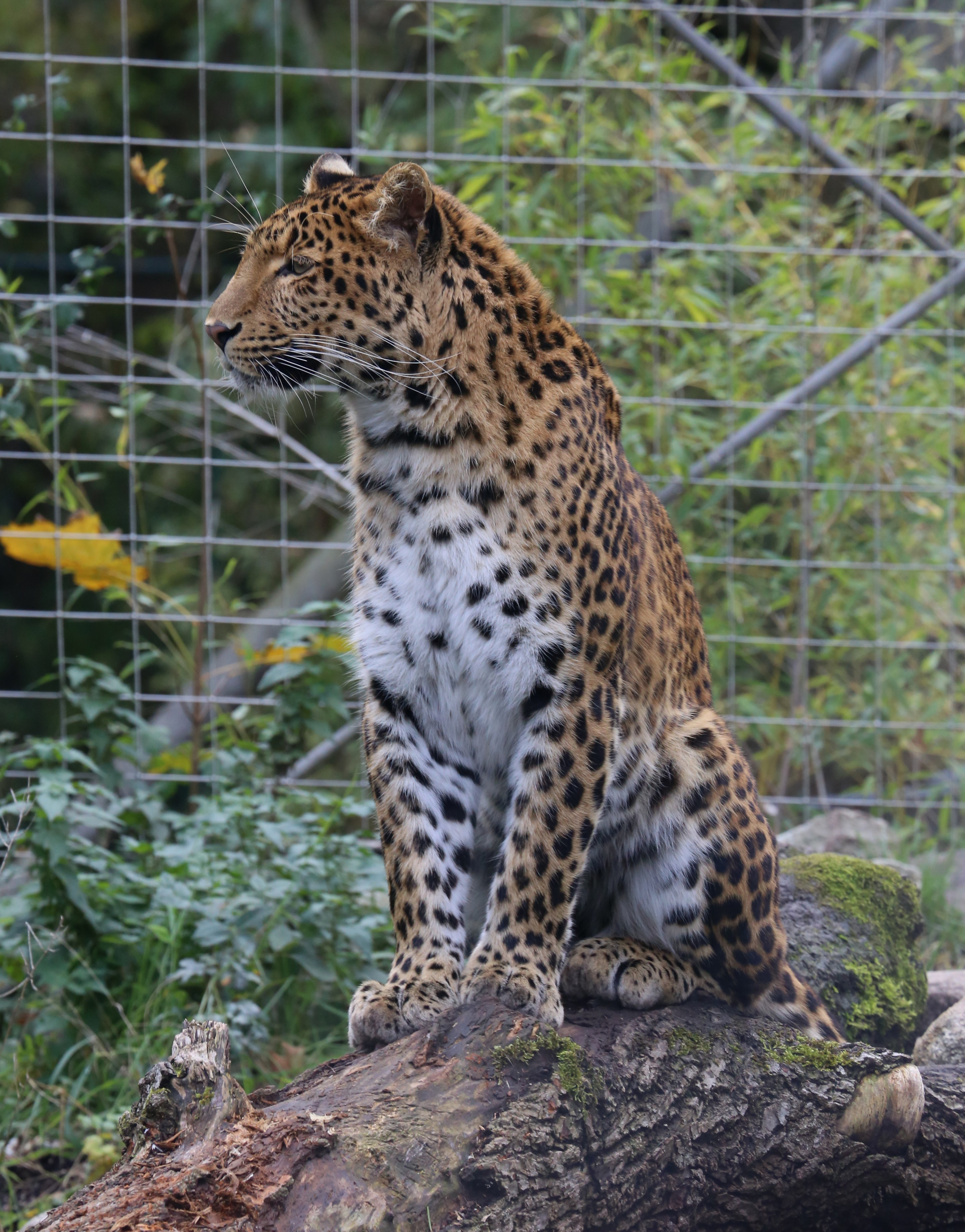
Leopardo della Cina settentrionale al Tierpark Hellabrunn, in Germania.

Il leopardo della Cina settentrionale è un leopardo di medie dimensioni. L'aspetto delle rosette del leopardo della Cina settentrionale ricorda quasi l'aspetto di quelle del giaguaro. Ha il pelo più lungo di altre sottospecie di leopardo ed ha il mantello più scuro di tutte le sottospecie di questo felide. Il peso medio è di 55 kg nel maschio e 32 kg nella femmina.

## Riproduzione

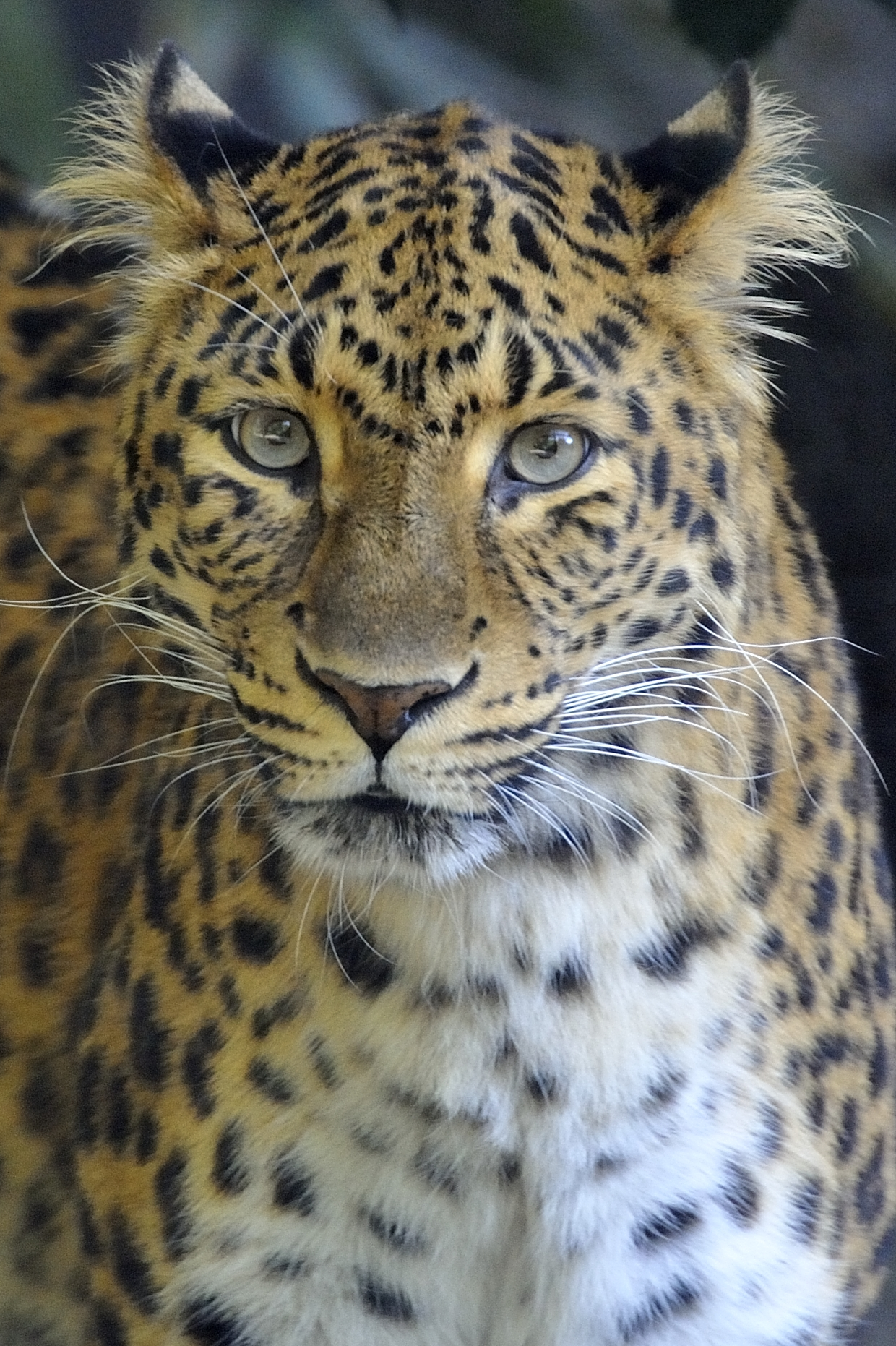
Leopardo della Cina settentrionale alla Ménagerie du Jardin des Plantes, in Francia.

I leopardi della Cina settentrionale si accoppiano solitamente tra gennaio e febbraio. Il periodo dell'estro dura circa 46 giorni e la femmina si trova in calore solitamente per 6-7 giorni.
I piccoli nascono in cucciolate di 2-3, ma la mortalità infantile è elevata e non si vedono comunemente madri con più di 1-2 piccoli. Per mettere al mondo i piccoli e costruire una tana le femmine gravide vanno in cerca di una grotta, di una fenditura tra le rocce, di un albero cavo o di uno spiazzo nel sottobosco. I piccoli aprono i loro occhi dopo un periodo di 10 giorni. La pelliccia dei giovani tende ad essere più lunga e più folta di quella degli adulti. Il loro pelame è anche di colorazione più grigia, con macchie meno definite.
Intorno ai tre mesi i piccoli cominciano a seguire la madre a caccia. Ad un anno di età i giovani leopardi possono probabilmente nutrirsi da soli, ma rimangono con la madre per 18-24 mesi.

## Status in cattività

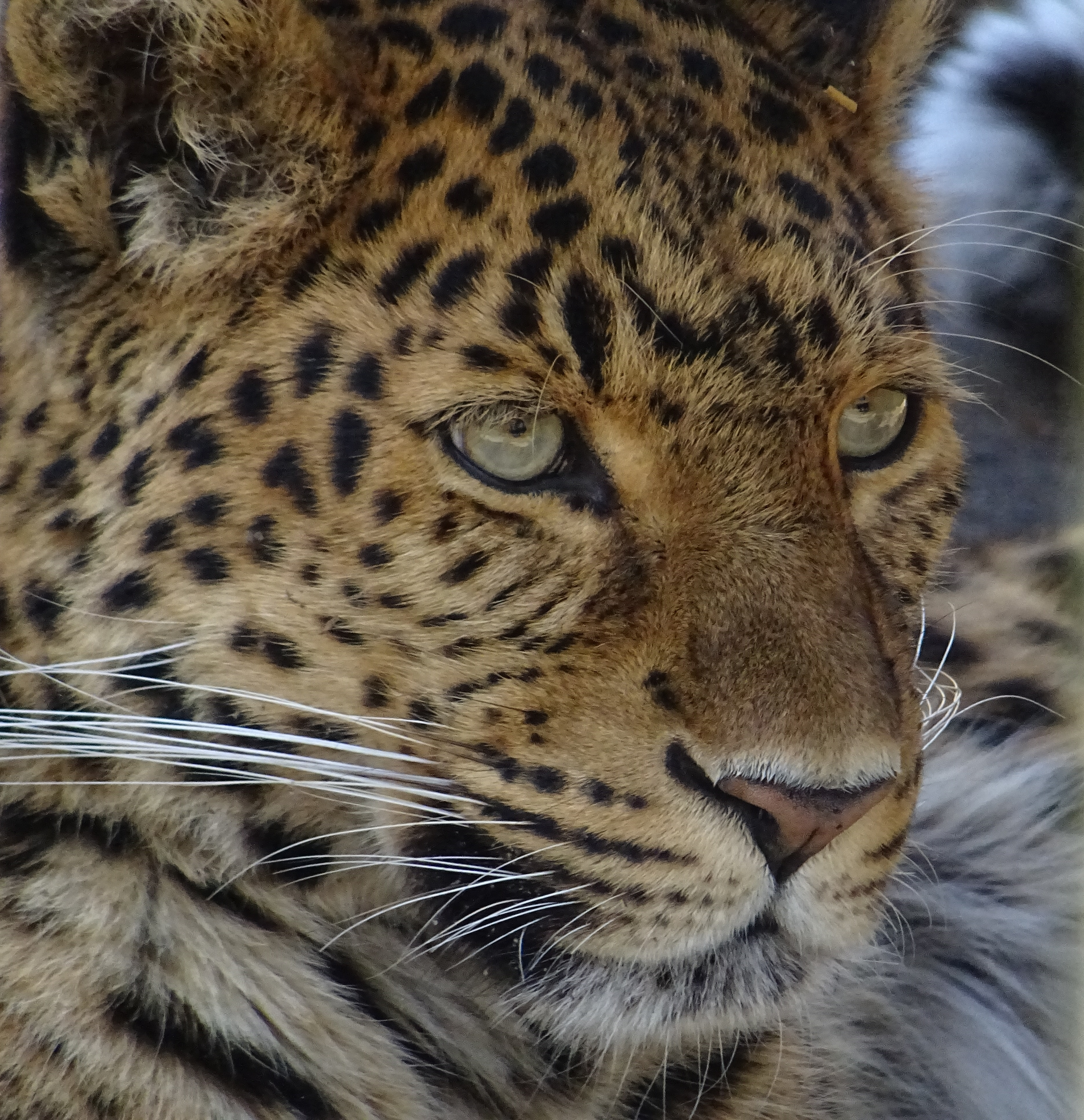
Primo piano di un leopardo della Cina settentrionale.

Nessuno conosce con sicurezza quanti leopardi della Cina settentrionale rimangano in natura, il che rende piuttosto difficoltosa la loro conservazione. In cattività ne esistono solamente 100 e sono necessarie nuove linee di sangue allo scopo di mantenere in salute questi bellissimi felini in cattività. Comunque, poiché non è stato effettuato di recente un censimento, il loro numero in natura è sconosciuto e quindi non vengono considerati abbastanza «minacciati» per prendere in esame lo scopo di preservarne la linea in cattività. L'ultimo censimento fatto, più di cinque anni fa, ha dimostrato che in natura vivevano circa 2500 leopardi della Cina settentrionale.
Uno tra i più importanti antenati di molti leopardi della Cina settentrionale in cattività era il maschio adulto «Cheung Chi». Attraverso il programma di riproduzione in cattività questo leopardo fu il responsabile della nascita di più di quaranta discendenti. Il leopardo della Cina settentrionale era l'animale chiave del programma di riproduzione effettuato dall'Exotic Feline Breeding Compound. Cheung-Chi nacque in cattività a Toronto, in Canada, nel 1976. Durante la sua età riproduttiva ha generato quindici piccoli e più di quaranta discendenti. Ha prodotto il suo ultimo piccolo nel 1988 ed è morto all'EFBC nel 1993.
L'EFBC è ancora uno dei luoghi migliori al mondo per vedere questi rari e bellissimi felini, dal momento che vi si trovano 9 leopardi della Cina settentrionale, il più giovane di sei mesi e il più vecchio di 17.
È una delle 4 sottospecie di leopardo inserite all'interno dei programmi di riproduzione europei (EEP), nel 2017 il coordinatore per la Panthera pardus japonensis è lo zoo di Amburgo. L'unico giardino zoologico italiano ad ospitare questa specie è il Parco Faunistico Valcorba.